# Mago (Beruf)

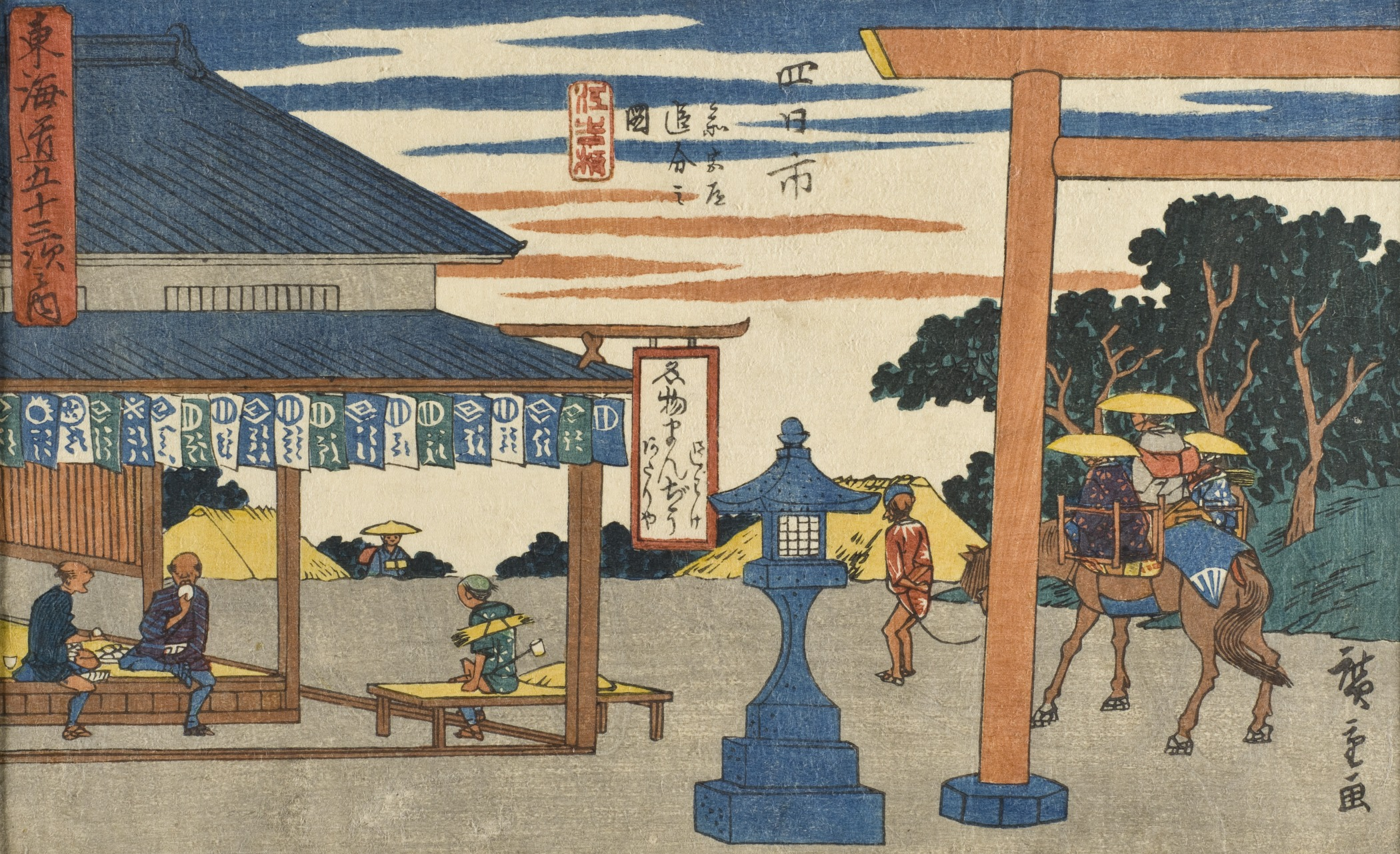
Rechts Packpferd mit drei Personen

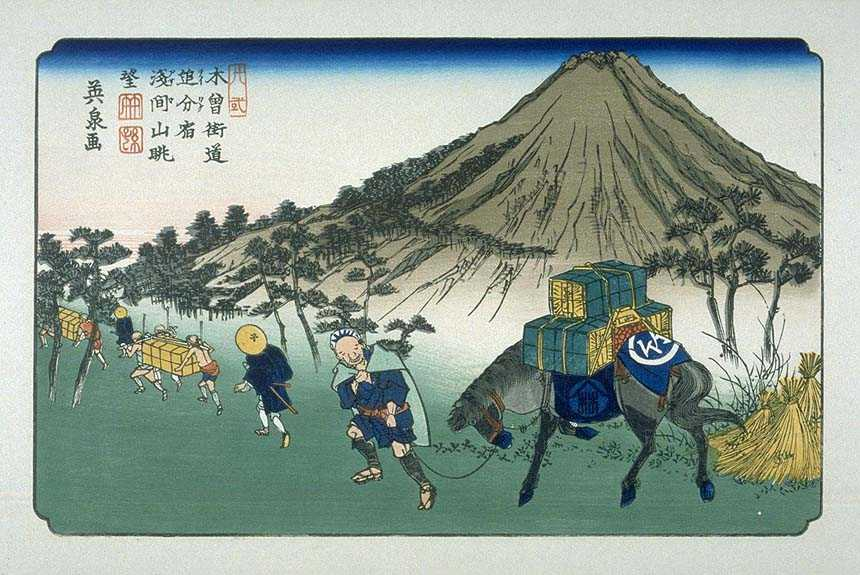
Packpferd („Kiso kaidō“)

Mago (japanisch 馬子) – wörtlich „Pferdeknechte“ – sind Männer, die Packpferde führen, die mit Fracht beladen sind oder auf denen Personen sitzen. Sie wurden auch „Uma-oi“ (馬追い), „Umakata“ (馬方) oder „Umba-biki“ (馬曳き) genannt.

## Geschichte
Nach der Einrichtung von Poststationen unter dem Ritsuryō-System des 8. Jahrhunderts wurden Bauern dazu angehalten, Pferde bereitzustellen und Dienstleistungen zu erbringen. Ab der späten Kamakura-Zeit (1185–1333) wurden diese Personen „Bashaku“ (馬借) – „Pferde-Ausleiher“ – genannt und wurden dabei zu den wichtigsten Transporteuren von ländlichen Produkten in die Städte.
Mit der Muromachi-Zeit (113–31568) monopolisierten diese Männer praktisch den Transport auf den Überlandstraßen durch gut organisierte Vereinigungen. Diese Gruppen wurden bekannt für ihr Aufstände (= Ikki), „Bashaku ikki“ (馬借一揆) genannt, gegen die staatlichen Zollbarrieren (関, Seki), sie beteiligten sich an Bauernaufständen, bei denen es um Landbesitz ging, den „Tsuchi ikki“ (土一揆), und sie setzten sich für den Schutz der Reisenden ein.
In der Edo-Zeit (1600–1868) bezieht sich die Bezeichnung Mago auf die Pferdführer, die permanent einer Poststation (宿場, Shukuba) zugeteilt waren.
Mago-Lieder „Mago uta“ (馬子歌) sind ein wichtiger Typ innerhalb der japanischen Volkslieder.